# 다니엘 폰세카
다니엘 폰세카 가리스(스페인어: Daniel Fonseca Garis, 1969년 9월 13일 ~ )는 우루과이의 은퇴한 축구 선수이다. 주로 이탈리아의 세리에 A에서 활약했으며 선수 시절 포지션은 공격수였다. 1990년 이탈리아 월드컵 때에 우루과이 축구 국가대표팀의 일원으로 출전해 대한민국과의 경기에서 종료 직전 결승 헤더골을 터뜨려 팀을 16강으로 이끌었다. 하지만 이 골은 오프사이드였다.